# 蒙古国死刑制度

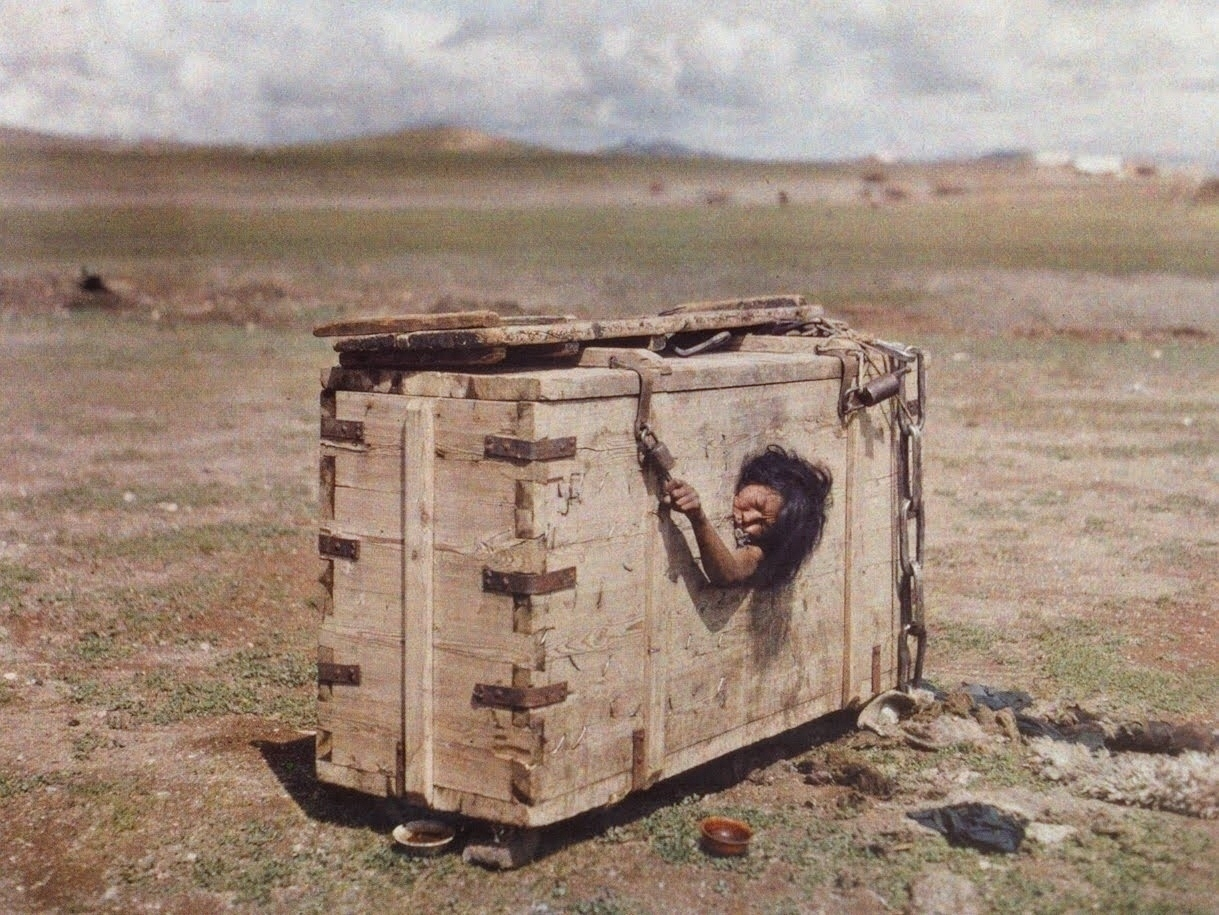
一名蒙古女子因犯罪而被關在木箱裡直到餓死，攝於1913年7月

蒙古國曾經是世界上58個仍保存死刑制度的國家之一，執行方式為槍斃頭部。5種可執行死刑的罪名为：出於政治目的所犯下的恐怖行為；出於政治目的而對外國使節進行攻擊；情節嚴重的破壞；情節嚴重的謀殺行為；情節嚴重的強姦行為。只有18歲至60歲的男子有被判處死刑的可能，婦女並沒有。政府目前已完全废除死刑。
根據國際特赦組織与蒙古国废除死刑前的的報告，蒙古國、中國、越南、馬來西亞和新加坡依舊以秘密方式執行死刑，執行前並不會通知受刑人家屬，也不會告知埋葬地點。2007年，估計有45人被判處死刑，但執行人數當局並未透露。2008年，可能有5人被執行死刑。
2009年6月，查希亞·額勒貝格道爾吉當選總統。他使用特赦權來阻止死刑的執行。2010年1月14日，查希亞宣布赦免所有死刑犯，他表示，世界上大多數的國家都已廢除死刑，蒙古國應該效仿那些國家，並建議最高刑期降為30年監禁。這引起了不少爭議，因此廢除死刑實踐的問題還有待各界討論。蒙古國是繼南韓後，第二個宣佈暫停死刑的東亞國家，除此之外東亞其他包括中国大陆、日本、朝鲜和台灣仍舊繼續執行死刑。
2012年1月5日，國會過半數議員通過簽署《公民與政治權利國際公約第二任擇議定書》，从而成為第一個正式废除死刑的東亞國家。